# Blicze Zlote
Blicze Zlote är en ort i Ternopil oblast, Ukraina, känd för fyndrika boplatser från neolitisk tid.
I en gipsgrotta med stort djup har hittats massor av i mörkrött målad keramik, avgudabilder i lera, redskap av flinta, horn, ben och några få av koppar. Karaktäristiska är benplattor i form av ett tjurhuvud.